# Hanna Muralt Müller
Hanna Muralt Müller (Zollbrück, 16 november 1947), is een Zwitserse politica.
Hanna Muralt Müller volgde een opleiding tot leraar, maar studeerde daarna geschiedenis in Bern. In 1976 studeerde ze af. Sinds 1978 werkte ze voor een buitenparlementaire commissie die zich bezighield met gemeentelijke en regionale samenwerking in het kanton Bern. Van 1983 tot 1987 werkte ze op het Bundesamt voor onderwijs en wetenschappen en daarna sinds 1987 op het directie secretariaat van de Bondskanselarij. In 1988 werd ze hoofd van het directie secretariaat.
Hanna Muralt Müller werd in 1991 tot eerste vrouwelijke vicekanselier gekozen. Tevens was ze de eerste socialistische (Sociaaldemocratische Partij van Zwitserland) kandidaat die dit ambt bekleedde. Ze bleef vicekanselier tot 2005. Onder haar leiding werden de publicaties van de Bondskanselarij geautomatiseerd.
Hanna Muralt Müller is getrouwd met Jürg Müller, redacteur bij het dagblad Der Bund ("De Bond").